# Maatschappij tot Exploitatie van Staatsspoorwegen

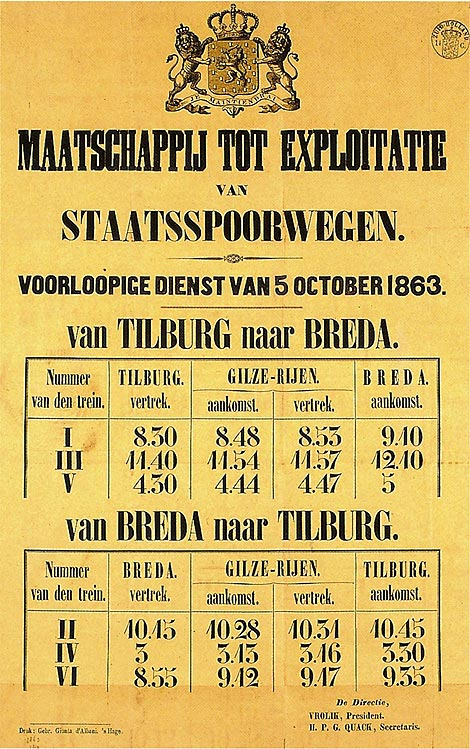
Eröffnungsfahrplan für die erste SS-Eisenbahnstrecke zwischen Breda und Tilburg, 1863

Die Maatschappij tot Exploitatie van Staatsspoorwegen,  deutsch Gesellschaft zum Betrieb von Staatseisenbahnen, war ein privates Eisenbahnunternehmen, das 1863 gegründet wurde, um vom niederländischen Staat erbaute Eisenbahnstrecken zu betreiben.

## Entstehung
Da der Bau von Eisenbahnstrecken durch Privatunternehmen in den Niederlanden in den 1850er Jahren stagnierte und das Land dadurch bei der Entwicklung seines Eisenbahnnetzes gegenüber anderen europäischen Ländern ins Hintertreffen geriet, brachte 1860 nach heftigen politischen Auseinandersetzungen das Kabinett Van Hall/Van Heemstra ein erstes Eisenbahngesetz (Spoorwegwet) ein, das am 18. August 1860 verabschiedet wurde und den Bau von Eisenbahnstrecken durch den Staat vorsah. Auf der Grundlage dieses Gesetzes wurden insgesamt zehn Bahnstrecken erbaut und zwischen 1863 und 1878 in Betrieb genommen. Sie erschlossen vor allem die nördlichen und südlichen Provinzen der Niederlande, die bis dahin keine Eisenbahnverbindung besaßen.
Der Betrieb auf diesen Eisenbahnstrecken sollte nicht durch den Staat, sondern durch private Betriebsgesellschaften erfolgen. Dazu wurde am 26. September 1863 in Den Haag die Maatschappij tot Exploitatie van Staatsspoorwegen errichtet, meist kurz Staatsspoorwegen oder Staatsspoor (Abkürzung SS) genannt. Sie erhielt jedoch nicht das Monopol für den Betrieb auf den Staatseisenbahnstrecken; vielmehr sollte der Betrieb jeder Linie individuell vergeben werden. Tatsächlich erhielt die SS aber die Konzession für neun der zehn nach dem Gesetz von 1860 gebauten „Staatslinien“ und auch für die weitaus meisten der später vom Staat erbauten Strecken; nur wenige dieser Strecken wurden durch die älteste und größte private Eisenbahngesellschaft der Niederlande, die Hollandsche IJzeren Spoorweg-Maatschappij (kurz Hollandse Spoor, Abkürzung HSM), betrieben. Die SS wurde dadurch nach der HSM zum zweitgrößten niederländischen Eisenbahnunternehmen.

## Linien
Am 5. Oktober 1863 konnte mit der Teilstrecke Breda – Tilburg der Eisenbahnstrecke Breda – Eindhoven die erste Eisenbahnverbindung der SS eröffnet werden. Bereits am 27. Oktober 1863 folgte die Strecke von Harlingen nach Leeuwarden, die später nach Groningen und Nieuweschans verlängert wurde. Am 23. Dezember 1863 wurde die Teilstrecke Roosendaal – Bergen op Zoom der bis 1873 vollständig fertiggestellten Bahnstrecke Roosendaal–Vlissingen eröffnet. Ab 1865 ging die Strecke von Arnhem nach Deventer in Betrieb, die 1870 bis Groningen verlängert wurde. Am 21. November 1865 eröffnete die SS ihre erste Eisenbahnstrecke im Südosten zwischen Maastricht und Venlo. Diese südliche Hauptstrecke wurde 1866 bis Breda und Moerdijk verlängert. Die Strecke zwischen Utrecht und Boxtel, die am 1. November 1869 eröffnet wurde, vervollständigte das südliche Streckennetz.
Neben den Staatsstrecken übernahm die SS im Laufe der Zeit auch den Betrieb zahlreicher kleinerer Lokalbahnen. Auch die belgische Chemin de fer Liégeois-Limbourgeois, die eine Konzession für eine Eisenbahnstrecke von Lüttich nach Limbourg erworben hatte, wurde von 1864 bis 1897 von der SS betrieben.

## Weitere Unternehmensgeschichte
Ab 1868 befand sich die Hauptverwaltung der SS in Utrecht in einem Gebäude, das heute als Hoofdgebouw I unter Denkmalschutz steht. Nachdem der niederländische Staat 1890 die Nederlandsche Rhijnspoorweg-Maatschappij übernommen hatte, betrieb die SS auch deren Strecken, darunter die älteste niederländische Dampfstraßenbahn zwischen Den Haag und Scheveningen.
Im Jahr 1917 gründeten die Staatsspoorwegen und die HSM die gemeinsame Betriebsgesellschaft Nederlandse Spoorwegen (NS), die ab 1920 die Vereinheitlichung des Bahnbetriebs in den Niederlanden vorantrieb. Dazu mussten unter anderem alle Lokomotiven der SS umgebaut werden, da die NS die Anordnung der HSM mit Lokführer rechts und Heizer links übernahm; bei der SS war es umgekehrt. Am 1. Januar 1938 fusionierten die beiden bis dahin noch rechtlich selbstständigen Gesellschaften schließlich zur N.V. Nederlandse Spoorwegen.